# Arquidiocese de Milão
A Arquidiocese de Milão (em latim: Archidiœcesis Mediolanensis) é uma circunscrição eclesiástica da Igreja Católica na Itália, pertencente à Província Eclesiástica de Milão e à Conferência Episcopal Italiana.
Em 2017 contava com 5,06 milhões de batizados em uma população de 5,5 milhões de habitantes. Atualmente, é de longe a diocese do mundo com mais padres diocesanos e, mesmo contando com membros de ordens e institutos religiosos, que têm suas casas gerais em Roma, é a primeira após a diocese de Roma. Também como população total, está entre as dioceses mais populosas e está entre as três principais do mundo como um número absoluto de fiéis, precedido pela arquidiocese de Kinshasa e pela arquidiocese de Guadalajara.
É atualmente governada pelo arcebispo Mario Enrico Delpini.

## Território
A Sé está na cidade de Milão, onde se acha a catedral de Santa Maria Nascente, o famoso Duomo.
Da Província fazem parte as Dioceses sufragâneas:
- Diocese de Bérgamo,
- Diocese de Bréscia
- Diocese de Como,
- Diocese de Crema,
- Diocese de Cremona,
- Diocese de Lodi,
- Diocese de Mântua,
- Diocese de Pavia
- Diocese de Vigevano.

Da arquidiocese de Milão fazem parte 1.108 paróquias e, talvez, é a Arquidiocese mais extensa do mundo.

## História
A Diocese de Milão foi criada no século I, tendo sido elevada a Arquidiocese no século IV.
O Padroeiro é Santo Ambrósio que foi Bispo da cidade de 374 até 397.
A Arquidiocese segue o Rito Ambrosiano, que tem um calendário litúrgico algo diferente do romano.

### Cronologia dos Arcebispos e Bispos-auxiliares do século XX[1]
| #                 | Nome                                                    | Período    | Notas                                                               |
| Arcebispos        | Arcebispos                                              | Arcebispos | Arcebispos                                                          |
| ----------------- | ------------------------------------------------------- | ---------- | ------------------------------------------------------------------- |
|                   | Mario Enrico Delpini                                    | 2017-atual |                                                                     |
|                   | Angelo Cardeal Scola                                    | 2011 -2017 |                                                                     |
|                   | Dionigi Cardeal Tettamanzi †                            | 2002-2011  |                                                                     |
|                   | Carlo Maria Cardeal Martini, S.J. †                     | 1979-2002  |                                                                     |
|                   | Giovanni Cardeal Colombo †                              | 1963-1979  |                                                                     |
|                   | Giovanni Batista Enrico Antonio Maria Cardeal Montini † | 1954-1963  | Eleito Papa Paulo VI                                                |
|                   | Alfredo Ildefonso Cardeal Schuster, O.S.B. †            | 1929-1954  |                                                                     |
|                   | Eugenio Cardeal Tosi, O.SS.C.A. †                       | 1922-1929  |                                                                     |
|                   | Ambrogio Damiano Achille Cardeal Ratti †                | 1921-1922  | Eleito Papa Pio XI                                                  |
|                   | Andrea Carlo Cardeal Ferrari                            | 1894-1921  |                                                                     |
| Bispos auxiliares |                                                         |            |                                                                     |
|                   | Giuseppe Natale Vegezzi                                 | 2020-atual |                                                                     |
|                   | Giovanni Luca Raimondi                                  | 2020-atual |                                                                     |
|                   | Franco Maria Giuseppe Agnesi                            | 2014-atual |                                                                     |
|                   | Paolo Martinelli, O.F.M.Cap.                            | 2014-2022  | Nomeado Vigário apostólico da Arábia Meridional                     |
|                   | Pedro Antonio Tremolada                                 | 2014-2017  | Nomeado Bispo de Bréscia                                            |
|                   | Mario Enrico Delpini                                    | 2007-2017  | Elevado a Arcebispo                                                 |
|                   | Franco Giulio Brambilla                                 | 2007-2011  | Nomeado Bispo de Novara                                             |
|                   | Luigi Stucchi                                           | 2004-2020  |                                                                     |
|                   | Carlo Roberto Maria Redaelli                            | 2004-2012  | Nomeado Arcebispo de Gorizia                                        |
|                   | Erminio De Scalzi                                       | 1999-2020  |                                                                     |
|                   | Giuseppe Merisi                                         | 1995-2005  | Nomeado Bispo de Lodi                                               |
|                   | Francesco Coccopalmerio                                 | 1993-2007  | Nomeado Prefeito do Pontifício Conselho para os Textos Legislativos |
|                   | Angelo Mascheroni                                       | 1990-2005  |                                                                     |
|                   | Giovanni Giudici                                        | 1990-2003  | Nomeado Bispo de Pavia                                              |
|                   | Marco Ferrari                                           | 1987-2009  |                                                                     |
|                   | Giovanni Saldarini                                      | 1984-1989  | Nomeado Arcebispo de Turim                                          |
|                   | Renato Corti                                            | 1981-1990  | Nomeado Bispo de Novara                                             |
|                   | Attilio Nicora                                          | 1977-1987  | Renunciou                                                           |
|                   | Giacomo Biffi                                           | 1975-1984  | Nomeado Arcebispo de Bolonha                                        |
|                   | Enrico Assi                                             | 1975-1983  | Nomeado Bispo de Cremona                                            |
|                   | Francesco Rossi                                         | 1971-1972  |                                                                     |
|                   | Enea Selis                                              | 1969-1971  | Nomeado Arcebispo de Cosenza-Bisignano                              |
|                   | Bernardo Citterio                                       | 1969-2000  |                                                                     |
|                   | Ferdinando Maggioni                                     | 1967-1980  | Nomeado Bispo de Alexandria                                         |
|                   | Teresio Ferraroni                                       | 1966-1970  | Nomeado Bispo-coadjutor de Como                                     |
|                   | Carlo Colombo                                           | 1964-1985  |                                                                     |
|                   | Francesco Bertoglio                                     | 1964-1977  |                                                                     |
|                   | Luigi Oldani                                            | 1961-1976  |                                                                     |
|                   | Giovanni Colombo †                                      | 1960-1963  | Elevado a Arcebispo                                                 |
|                   | Sergio Pignedoli                                        | 1955-1960  | Nomeado Delegado Apostólico na Africa Centro-Ocidental              |
|                   | Giuseppe Schiavini                                      | 1955-1974  |                                                                     |
|                   | Domenico Bernareggi                                     | 1945-1962  |                                                                     |
|                   | Ettore Castelli                                         | 1943-1945  |                                                                     |
|                   | Paolo Castiglioni                                       | 1937-1943  |                                                                     |
|                   | Pietro Mozzanica , Ob. SC                               | 1934-1936  |                                                                     |
|                   | Alessandro de Giorgi                                    | 1926-1937  |                                                                     |
|                   | Giovanni Rossi , O.Ss.CA                                | 1922-1930  |                                                                     |
|                   | Giovanni (di Dio) Mauri                                 | 1904-1936  |                                                                     |
|                   | Federico Domenico Sala                                  | 1903       |                                                                     |
|                   | Angelo Maria Meraviglia Mantegazza                      | 1894-1902  |                                                                     |